# واتربری (کنتیکت)
واتربری، کنتیکت (به انگلیسی: Waterbury, Connecticut) یک شهر در ایالات متحده آمریکا است که در منطقه کلان‌شهری نیویورک واقع شده‌است.

## خصوصیات
واتربری ۷۵٫۰ کیلومترمربع مساحت و ۱۱۰٬۳۶۶ نفر جمعیت دارد و ۸۲٫۳ متر بالاتر از سطح دریا واقع شده‌است.

## خواهرخوانده
شهر استروگا خواهرخواندهٔ واتربری، کنتیکت هست.